# Вес (Клан Сопрано)
«Вес» (англ. «The Weight») — 43-й эпизод телесериала канала HBO «Клан Сопрано» и четвёртый в четвёртом сезоне шоу. Сценарий написал Теренс Уинтер, режиссёром стал Джек Бендер, а премьера состоялась 6 октября 2002 года.

## В ролях
- Джеймс Гандольфини — Тони Сопрано
- Лоррейн Бракко — д-р Дженнифер Мелфи
- Эди Фалко — Кармела Сопрано
- Майкл Империоли — Кристофер Молтисанти
- Доминик Кьянезе — Коррадо Сопрано-мл.
- Стивен Ван Зандт — Сильвио Данте
- Тони Сирико — Поли Галтьери *
- Роберт Айлер — Энтони Сопрано-мл.
- Джейми-Линн Сиглер — Медоу Сопрано
- Дреа де Маттео — Адриана Ля Сёрва
- Аида Туртурро — Дженис Сопрано *
- Винсент Куратола — Джонни Сэк
- Стивен Р. Ширрипа — Бобби Баккалиери
- Федерико Кастеллуччио — Фурио Джунта
- и Джо Пантолиано — Ральф Сифаретто

* = указаны только

### Приглашённые звёзды
- Шэрон Анджела — Розали Април
- Питер Богданович — д-р Эллиот Купферберг
- Дениз Борино — Джинни Сакримони
- Карл Капоторто — Маленький Поли Джермани
- Мэттью Дель Негро — Брайан Каммарата
- Рэймонд Франца — Донни К.
- Роберт Фунаро — Юджин Понтекорво
- Джозеф Р. Ганнасколи — Вито Спатафоре
- Дэн Гримальди — Пэтси Паризи
- Тони Лип — Кармайн Лупертацци
- Ричард Мэлдоун — Элли Бой Барезе
- Джо Маруццо — Джои Пипз
- Морин Ван Зандт — Габриэлла Данте
- Джозеф Кастеллана — Лу "Димаджо" Галина
- Ричард Брайт — Фрэнк Крисци
- Джефф Робинс — Крис Галина
- Лиза Элтомаре — Роуз Галина
- Стивен Стейбл — убийца во Флориде
- Джули Голдман — Саския Купферберг
- Анджело Массальи — Бобби Баккалиери III

## Сюжет
Джонни Сэк беседует с нью-йоркским гангстером, Джои "Пипзом", в баре в Маленькой Италии. Пока ещё там, Джонни замечает члена команды Ральфа Сифаретто, Донни К., и приходит в ярость, когда он видит, как он смеётся и шутит с барменом, напоминая ему об оскорбительной шутке, придуманной Ральфом, про жену Джона, Джинни, группе своих людей в гангстерской семье. Когда Донни К. встаёт, чтобы уйти, Джонни следует за ним наружу, избивает его до бессознательного состояния и мочится на него. Тони Сопрано узнаёт о встрече на следующее утро и глубоко обеспокоен тем, что Джонни неадекватно набросился. Джонни сообщает Тони о шутке Ральфа, касающейся веса Джинни. Тони заверяет Джонни, что шутка "плачевна", но чувствует, что он должен защищать своих капо, а Ральф его самый высокий добытчик.
Джонни затем пытается убедить Босса семьи Лупертацци, Кармайна Лупертацци, организовать убийство Ральфа, но Кармайн запрещает, ссылаясь на ключевую роль Ральфа в строительном проекте Esplanade, где "миллионы долларов на кону." Кармайн утверждает, что достойное наказание может быть калечащим "налогом" от Ральфа, но убийство даже не обсуждается. Джонни отвергает этот курс действий. Лупертацци затем проводит серию посиделок с участием его, Ральфа, Тони, Сильвио Данте и, по громкоговорителю, Джуниора Сопрано, в целях урегулирования, так как это может угрожать отношениям двух семей. Но Джонни выходит из них обоих, отказываясь вести переговоры. Не сумев заручиться поддержкой Кармайна или Джуниора, Джонни решает действовать без разрешения от Кармайна и заказывает хитмена, чтобы убить Ральфа в Майами, Флориде, куда Тони отправил его в отпуск подальше от Джерси до тех пор, пока вопрос не будет решён. Между тем, Кармайн, который определил, что бескомпромиссное поведение Джонни является угрозой для прибыли от Esplanade, делает завуалированное предложение Тони убить его подручного. Весьма удивившись, Тони получает совет от дяди Джуниора организовать убийство Джонни, используя навыки опытной давней команды хитменов из Род-Айленда, Лу "ДиМаджо" Галлина—прозванный за использование бейсбольной биты как орудие убийства. Сильвио и Кристофер Молтисанти навещают команду Галлина, и они оказываются пожилыми, но всё ещё готовы взять контракт. Они платят ДиМаджо половину денег за работу, $10 000, и передают им фотографию Джона, предлагая, чтобы его заставили "исчезнуть" в Бостоне, где он будет в гостях о своего отца. В Майами, однако, события уже в движении, так как убийца отслеживает Ральфа к его гостинице. Назад в Нью-Джерси, Джонни уезжает в Бостон. Но, спустя несколько минут, Джонни возвращается домой, забыв свитер. В помещении для стирки в своём доме, он ловит Джинни с заначкой конфет и нездоровой едой, и орёт на неё за то, что она врала ему. Джинни начинает становиться эмоциональной и пытается убедить Джонни, что она действительно хочет похудеть. Джонни заверяет её, что ему не важно то, как она выглядит, пока она счастлива. Его гнев утихает, он отменяет убийство Ральфа в последний момент и приближается к Тони, предлагая примирение. Удивлённый, но облегчённый, Тони в свою очередь отменяет договор на жизнь Джонни.
На сеансах со своим психотерапевтом, доктором Эллиотом Купфербергом, Дженнифер Мелфи обсуждает потерю у её сына интереса к образованию и его нежелание быть в общении со своим отцом, на что Эллиот приписывает ему чувство беспомощности вслед за неотомщённым изнасилованием Мелфи. Мелфи говорит, что она чувствует себя "мошенником", давая советы по воспитанию детей Тони Сопрано, в то время как её сын не ведёт себя хорошо.
Дочь Купферберга, Саския, призывает Медоу Сопрано присоединиться к Юридическому центру Южного Бронкса. Тони не впечталён, учитывая ограниченную рентабельность, связанную с представлением малообеспечённых клиентов и Медоу, отходящей от своей заинтересованности в становлении педиатром, что понравилось бы Тони, если бы стала. Медоу не соглашается с советом её отца и продолжает вызываться в волонтёры.
Между тем, Кармела недовольна и обижена нежеланием Тони вступать в финансовое планирование безопасности их семьи с её кузен, финансовым консультантом, Брайаном Каммарата. Кармела эмоционально ближе к Фурио Джунта. Она берёт с собой недовольного Энтони-младшего, чтобы навестить Фурио в его новом доме, чтобы проконсультировать его по поводу земельного зонирования. Позже, когда Фурио устраивает новоселье, чтобы отпраздновать свой новый дом, пара танцует вместе под чувствительную итальянскую музыку.
Следующим вечером, когда Кармела лежит в постели, Тони дарит ей цветы и стройное платье от дизайнера c Saks Fifth Avenue, которое он просит её надеть. Кармела надевает его, и Тони хвалит её фигуру. Они начинают целоваться, и когда они собираются заняться сексом, Медоу включает итальянскую музыку из вечеринки новоселья Фурио в соседней комнате. Это заставляет Кармелу прервать ухаживания Тони, и стучится в дверь спальни Медоу и говорит Медоу выключить музыку. После того, как она выключает её и уходит, Тони и Кармела возобновляют всё, но музыка с вечеринки Фурио всё ещё играет в голове Кармелы.

## Впервые появляются
- Джозеф "Джои Пипз" Пепарелли: сообщник преступной семьи Лупертацци. Водитель/телохранитель Джонни Сэка.
- Брайан Каммарата: кузен Кармелы и "финансовый советник" семьи.

## Название
- Название ссылается на шутку, созданную Ральфом Сифаретто, про вес Джинни Сакримони в эпизоде "Без показа", которой Джонни Сэк в конечном счёте узнал от Поли Галтьери; шутку, которая почти стоила жизни двух спорящих гангстеров.

## Отсылки к предыдущим эпизодам
- Когда Ральф звонит Джонни Сэку, чтобы отрицать, что он сказал шутку, Джонни говорит, что он "должен был позволить Тони отрубить голову [Ральфа] год назад", имея в виду, когда Ральф и Тони были в ссоре, и Тони обдумывал убийство Ральфа в эпизоде третьего сезона, "Он воскрес".

## Другие культурные отсылки
- Когда Тони навещал дядю Джуниора у него дома, Джуниор смотрел «Кто хочет стать миллионером?» по телевизору.
- Один из престарелых хитменов, которого Сильвио и Кристофер встречают, является Фрэкном Крисци. Крисци был сыгран Ричардом Брайтом, который сыграл Эла Нери, члена и убийцу в семье Корлеоне, во всех трёх фильмах серии «Крёстный отец». В эпизоде, персонаж говорит об убийстве "Томми Нери", который был племянником Эла Нери в «Крёстном отце».
- Также изобилуют другие ссылки к «Крёстному отцу». Когда Тони приходит навестить Ральфа, ему предлагают мешок апельсинов из Флориды ("лучшие во Флориде"). В «Крёстном отце», апельсины присутствуют всякий раз, когда персонажей убивают, или они умирают. Часть эпизода вращается вокруг покушения на убийство Ральфа во Флориде.

## Музыка
- Музыка с новоселья Фурио включает в себя "O'Mare" и "Vesuvio" итальянской банды Spaccanapoli.
- "Suddenly Last Summer" The Motels играет на заднем плане, когда Фурио навещает Кармелу.
- Одна сцена в Бада Бинге включает в себя песню "Tush" ZZ Top.
- "Sally Go Round the Roses" The Jaynetts играет по радио в машине Джонни Сэка.